# Wahlen in Polen
Wahlen in Polen werden zurzeit zur Wahl des Staatspräsidenten (präsidentielle Wahlen), der Abgeordneten des Sejm und der Senatoren (parlamentarische Wahlen), der Abgeordneten zum Europäischen Parlament (europäische Wahlen), und auch zu den Woiewodschaftstagen, Bezirksräten und Gemeinden sowie zur Wahl des Präsidenten oder der Bürgermeister der Städte und den Vogten (polnisch: Wójty; Kommunalwahlen) durchgeführt.
Für die Organisation und Durchführung der Wahlen ist in Polen die Staatliche Wahlkommission (polnisch: Państwowa Komisja Wyborcza) zusammen mit ihrem ausführenden Organ, dem Landeswahlbüro (polnisch: Krajowe Biuro Wyborcze) verantwortlich.

## Erste Republik
Wahlen in Polen können auf eine lange Tradition zurückblicken, angefangen beim ersten allgemeinen Sejm (polnisch: Sejm walny) im Jahr 1493, der der Vertreter des auf den Landsejmiken gewählten Adels war. Der Sejm wurde alle zwei Jahre für einen Zeitraum von 6 Wochen einberufen, die Sejmiki wählten hingegen jeweils zwei Abgeordnete (die an die Anweisungen ihres Sejmiks gebunden waren).
Zu Zeiten der I. Polnischen Republik wurde der König im Wege der Freien Wahl gewählt, welche das erste Mal im Jahre 1573 abgehalten wurde. Der erste auf diese Art gewählte König war Heinrich III. (Henryk Walezy), der Letzte – im Jahre 1764 gewählte – war Stanislaus August Poniatowski. Das bei der Wahl geltende Institut der electio virtim (Wahl des Königs durch den gesamten Adel) hielt sich bis zum Zerfall des Staates nach der dritten Teilung Polens im Jahre 1795, wodurch es – neben dem liberum veto – in hohem Maße zum Niedergang der Republik beigetragen hat. Die danach verabschiedete Verfassung vom 3. Mai 1791 sah eine Erbmonarchie vor, wodurch der Thron an die Dynastie des Hauses Wettin kam.

## Zweite Republik
Die erste auf polnischem Boden abgehaltene demokratische (allgemein, geheim, gleich und unmittelbare) Wahl zur Polnischen Verfassungsgebenden Nationalversammlung (polnisch: Sejm Ustawodawczy) wurde im Wege des Verhältniswahlsystems am 26. Januar 1919 abgehalten, nur kurz nach der Wiedererlangung der Unabhängigkeit Polens 1918. Ein Dekret des Staatsoberhauptes gestand allen Bürgern, die am Tage der Ausschreibung der Wahl das 21. Lebensjahr vollendet haben, ein Wahlrecht zu, erstmals auch ein aktives sowie passives Frauenwahlrecht.
Die Märzverfassung aus dem Jahre 1921 behielt das allgemeine Wahlrecht bei und schränkte lediglich das Wahlalter zu den Senatswahlen ein: 30 Jahre für das aktive sowie 40 Jahre für das passive Wahlrecht. Die Parlamentswahlen zum Sejm und zum Senat wurden in den Jahren 1922, 1928 und 1930 durchgeführt.
Die Aprilverfassung 1935 führte ein Präsidentielles Regierungssystem ein und veränderte das Wahlsystem auf ein unvollkommenes Verhältniswahlrecht und bedingt freies Wahlrecht – 1/3 der Senatoren wurden durch den Präsidenten nominiert. Nach diesem System wurden 1935 und 1938 Wahlen abgehalten.

### Parlamentswahlen
- Parlamentswahlen in Polen 1919
- Parlamentswahlen in Polen 1922
- Parlamentswahlen in Polen 1928
- Parlamentswahlen in Polen 1930
- Parlamentswahlen in Polen 1935
- Parlamentswahlen in Polen 1938

### Präsidentschaftswahlen
- Präsidentschaftswahl in Polen 1922 (9. Dezember)
- Präsidentschaftswahl in Polen 1922 (20. Dezember)
- Präsidentschaftswahl in Polen 1926 (31. Mai)
- Präsidentschaftswahl in Polen 1926 (1. Juni)
- Präsidentschaftswahl in Polen 1933

### Wahlen zum schlesischen Sejm
- Wahlen zum schlesischen Sejm 1922
- Wahlen zum schlesischen Sejm 1930 (11. Mai)
- Wahlen zum schlesischen Sejm 1930 (23. November)
- Wahlen zum schlesischen Sejm 1935

### Referenden
- Volksabstimmung in der Woiwodschaft Ermland-Masuren (1920)
- Volksabstimmung in Oberschlesien (1921)

## Volksrepublik Polen
Die ersten Wahlen der Nachkriegszeit wurden im Jahre 1947 abgehalten, in diesen wurden die Mitglieder des Gesetzgebenden Sejms gewählt. Während des Wahlkampfes wurden 140 Funktionäre der PSL ermordet, gegen Zehntausende wurde Arrest verhängt, wobei 149 der Betroffenen zum Zeitpunkt ihrer Verhaftung als Abgeordnete kandidierten. Die Wahlergebnisse wurden zu Gunsten der Polnischen Vereinigten Arbeiterpartei (PZPR) manipuliert. Das Wahlgesetz der Volksrepublik Polen war zwar auf dem Papier demokratisch, es bevorzugte allerdings ausschließlich Kandidaten der PZPR. Wahlen wurden zwar regelmäßig abgehalten, allerdings auch regelmäßig manipuliert.

### Parlamentswahlen in der Volksrepublik Polen
- Sejmwahl in Polen 1947
- Sejmwahl in Polen 1952
- Sejmwahl in Polen 1957
- Sejmwahl in Polen 1961
- Sejmwahl in Polen 1965
- Sejmwahl in Polen 1969
- Sejmwahl in Polen 1972
- Sejmwahl in Polen 1976
- Sejmwahl in Polen 1980
- Sejmwahl in Polen 1985
- Parlamentswahlen in Polen 1989

### Präsidentschaftswahlen
- Präsidentschaftswahl in Polen 1947
- Präsidentschaftswahl in Polen 1989

### Nationalratswahlen
- Nationalratswahlen in Polen 1954
- Nationalratswahlen in Polen 1958
- Nationalratswahlen in Polen 1961
- Nationalratswahlen in Polen 1965
- Nationalratswahlen in Polen 1969
- Nationalratswahlen in Polen 1973
- Nationalratswahlen in Polen 1976
- Nationalratswahlen in Polen 1980
- Nationalratswahlen in Polen 1984
- Nationalratswahlen in Polen 1988

### Referenden
- Referendum in Polen 1946
- Referendum in Polen 1987

## Dritte Republik
Die nächsten (teil)freien Wahlen wurden am 4. Juni 1989 abgehalten. Im Einklang mit den Beschlüssen des Polnischen Runden Tisches wurden sämtliche Senatoren sowie 35 % der Abgeordneten in freien Wahlen gewählt (sog. Vertragssejm), die restlichen Plätze waren für die Polnische Vereinigte Arbeiterpartei und ihr zugehörige Blockparteien reserviert. Diese Wahlen werden oft als Zeitpunkt des Beginns der Dritten Polnischen Republik gesehen, da sie nach den Prinzipien einer allgemeinen, direkten, gleichen, geheimen, nach dem Prinzip der Verhältniswahl organisierten Wahl abgehalten wurden.
Wahlbeteiligung (in Prozent) bei den Wahlen zum Sejm, Europäischen Parlament, Selbstverwaltungskörper der Gemeinden (1. Wahlgang) und zum Präsidenten (1. Wahlgang).

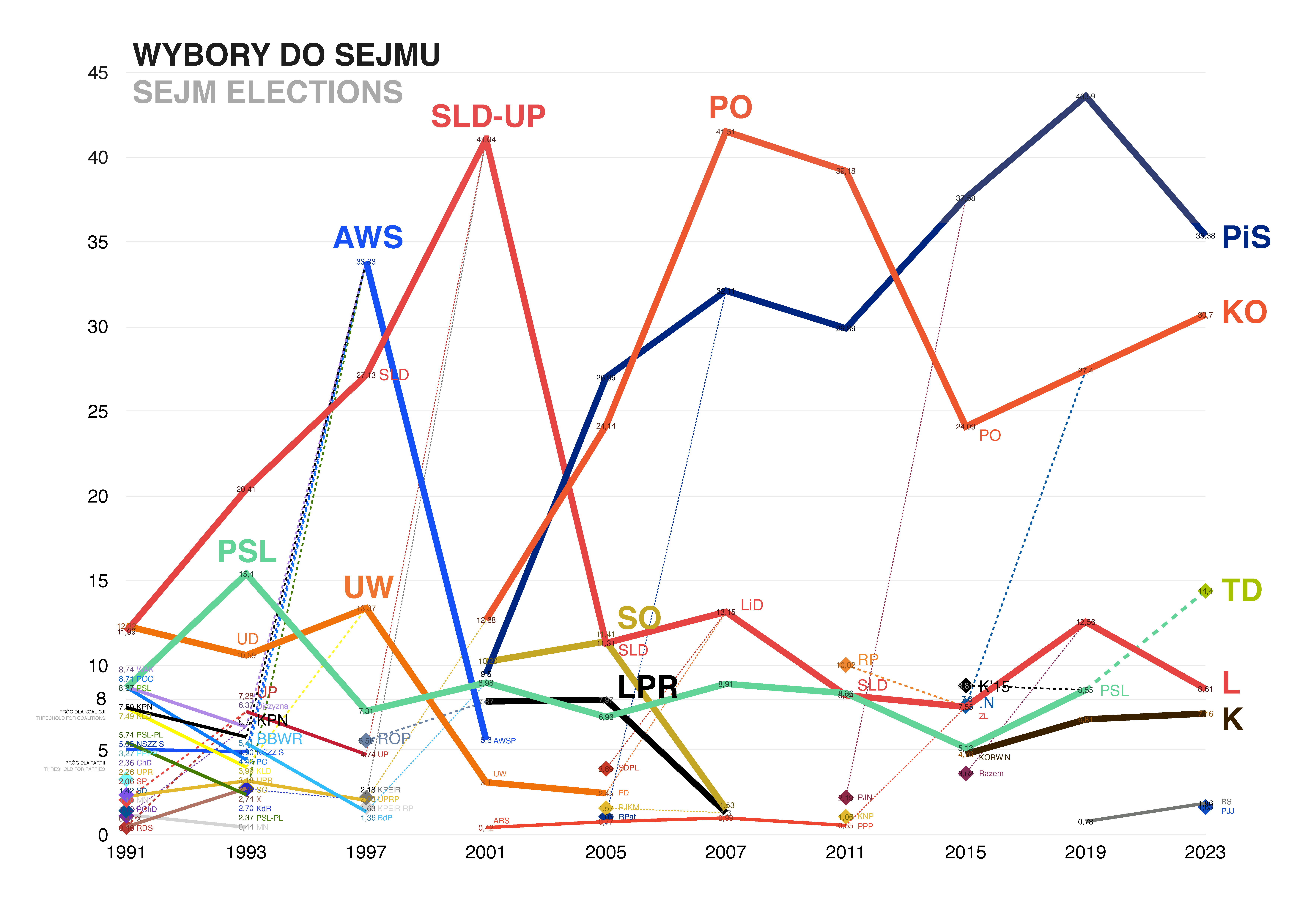
Ergebnisse der Wahlen zum Sejm

### Parlamentswahlen in der Dritten Republik
- Parlamentswahl in Polen 1989
- Parlamentswahl in Polen 1991
- Parlamentswahl in Polen 1993
- Parlamentswahl in Polen 1997
- Parlamentswahl in Polen 2001
- Parlamentswahl in Polen 2005
- Parlamentswahl in Polen 2007
- Parlamentswahl in Polen 2011
- Parlamentswahl in Polen 2015
- Parlamentswahl in Polen 2019
- Parlamentswahl in Polen 2023

### Präsidentschaftswahlen in der Dritten Republik
- Präsidentschaftswahl in Polen 1990
- Präsidentschaftswahl in Polen 1995
- Präsidentschaftswahl in Polen 2000
- Präsidentschaftswahl in Polen 2005
- Präsidentschaftswahl in Polen 2010
- Präsidentschaftswahl in Polen 2015
- Präsidentschaftswahl in Polen 2020
- Präsidentschaftswahl in Polen 2025

### Selbstverwaltungswahlen in der Dritten Republik
- Selbstverwaltungswahlen in Polen 1990
- Selbstverwaltungswahlen in Polen 1994
- Selbstverwaltungswahlen in Polen 1998
- Selbstverwaltungswahlen in Polen 2002
- Selbstverwaltungswahlen in Polen 2006
- Selbstverwaltungswahlen in Polen 2010
- Selbstverwaltungswahlen in Polen 2014
- Selbstverwaltungswahlen in Polen 2018
- Selbstverwaltungswahlen in Polen 2024

### Wahlen zum Europäischen Parlament in der Dritten Republik
- Europawahl in Polen 2004
- Europawahl in Polen 2009
- Europawahl in Polen 2014
- Europawahl in Polen 2019
- Europawahl in Polen 2024

### Referenden in der Dritten Republik
- Referendum in Polen 1996
- Referendum in Polen 1997
- Referendum in Polen 2003 (EU-Beitritt)
- Referendum in Polen 2015

### Organisation der Wahlen
Festgelegt durch das Gesetz vom 5. Januar 2011 – Kodex der Wahlen (Kodex Wyborczy) – werden die Wahlen wie folgt organisiert:
| Wahlen                                  | Verwalter                                 | Form des Beschlusses                          | Bemerkungen |
| --------------------------------------- | ----------------------------------------- | --------------------------------------------- | --- |
| Wahlen zum Präsidenten (Polen)          | Sejmmarschall                             | Beschluss des Sejmmarschalls                  | |
| Sejmwahlen (Polen) Senatswahlen (Polen) | Präsident der Polnischen Republik         | Beschluss des Polnischen Präsidenten          | Im Falle einer Verkürzung der Legislaturperiode des Sejms – Kraft einer Resolution des Sejms oder einer Anordnung des Polnischen Präsidenten. Im Falle einer Nachwahl zum Senat – kraft Verlautbarung durch die Staatliche Wahlkommission (PKW) in Form einer beschlussmäßigen Bekanntmachung auf dem Gebiet des Bezirks, in dem Wahlen abgehalten werden sollen. |
| Selbstverwaltungswahlen (Polen)         | Ministerpräsident der Polnischen Republik | Verordnung des Polnischen Ministerpräsidenten | Betrifft: Stadträte, Landkreisräte, Woiwodschaftstage und Bezirksräte der Hauptstadt Warschau sowie die Wahlen der Vogte (Polnisch: Wójty), Bürgermeister und Stadtpräsidenten. Im Falle von Nachwahlen zum Rat werden diese durch den Woiwoden angeordnet. |
| Wahlen zum Europäischen Parlament       | Präsident der Polnischen Republik         | Beschluss des Polnischen Präsidenten          | |